# 格羅斯波因特伍茲
格羅斯波因特伍茲（英語：Grosse Pointe Woods）是一個位於美國密歇根州韋恩縣的城市。

## 人口
根據2020年美國人口普查的數據，格羅斯波因特伍茲的面積為8.40平方千米，當中陸地面積為8.40平方千米，而水域面積為0.00平方千米。當地共有人口16487人，而人口密度為每平方千米1,963人。